# Даніель Брюль
Даніель Сесар Мартін Брюль Ґонсалес Домінґо (кат. Daniel César Martín Brühl González Domingo; нар. 16 червня 1978, Барселона), більш відомий як Даніель Брюль (нім. Daniel Brühl) — німецький актор.

## Дитинство
Даніель народився в Барселоні, Іспанія, в сім'ї німецького режисера Ханно Брюля і його дружини, вчительки з Каталонії.
Незабаром після його народження сім'я переїхала до Кельну (Німеччина), де він і виріс. Оскільки він народився в інтернаціональній родині, вільно говорить іспанською, німецькою, французькою та англійською мовами, також володіє і каталанською.

## Кар'єра
Даніель почав свою акторську кар'єру в юному віці, але глобальний прорив відбувся в 2003 році після виходу фільму «Ґуд бай, Ленін!», в якому він зіграв головну роль Алекса Кернера. За цю роль він отримав нагороду Європейської кіноакадемії як найкращий актор.
У 2004 році вперше спробував себе в англомовному фільмі «Дами в ліловому», зігравши разом з такими легендами британського кінематографа, як Джуді Денч і Меггі Сміт. У цьому ж році отримав нагороду за найкращу акторську роботу (вибір аудиторії) за фільм «До чого помисли про кохання?», і одночасно номінований на аналогічну номінацію за фільм «Вихователі».
У 2006 році був у складі журі Каннського кінофестивалю.
У вересні 2006 року в Іспанії вийшов фільм «Сальвадор», відзначений на фестивалі в Каннах. У цій роботі Даніель Брюль зіграв головну роль — Сальвадора, каталонського анархіста за часів режиму Франко.
Нові роботи Даніеля включають в себе англо-російський фільм «По етапу», де він грає молодого нациста.
У червні 2006 року він знімався у фільмі «2 дні в Парижі», романтичній комедії, знятою французькою актрисою Жюлі Дельпі, яка теж знялася в цій картині.
Даніелю Брюлю надходить безліч пропозицій від різних режисерів. Закінчено зйомки фільму «Крабат», заснованому на відомій дитячій книзі, де він грає роль Тонди. Ця робота побачила світ у Німеччині на початку 2008 року.
У 2013 році ще більшу популярність Брюлю принесла роль Нікі Лауди у фільмі «Гонка», за яку він отримав номінації на «Золотий глобус» і BAFTA. З шорт-листа «Оскара» його витіснив Джона Гілл.

## Фільмографія
| Рік  | Фільм                           | Роль                 | Додаткові відомості |
| ---- | ------------------------------- | -------------------- | ------------------- |
| 2000 | Країна ледарів                  |                      |                     |
| 2000 | Schule або Школа                |                      |                     |
| 2000 | В глибині                       | Яї                   |                     |
| 2001 | Нічого не шкода                 | Даніель              |                     |
| 2001 | Білий шум                       | Лукас                |                     |
| 2002 | Йдіть з Богом Vaya con Dios     | Арбо                 |                     |
| 2002 | Серце слона                     | Марко                |                     |
| 2003 | Ґуд бай, Ленін!                 | Алекс                |                     |
| 2004 | Навіщо думки про кохання?       | Пауль                |                     |
| 2004 | Дами в ліловому                 | Андрея               |                     |
| 2004 | Farland                         | Франк                |                     |
| 2004 | Вихователі                      | Ян                   |                     |
| 2005 | Щасливого Різдва                | Хорстмаєр            |                     |
| 2006 | Вантаж                          | Кріс                 |                     |
| 2006 | Сальвадор (фильм, 2006)         | Сальвадор Пуч Антік  |                     |
| 2006 | Мій друг Ein Freund Von Mir     | Карл                 |                     |
| 2007 | Два дні у Парижі                | Лукас                |                     |
| 2007 | Ультиматум Борна                | Мартін Кройц         |                     |
| 2008 | По етапу                        | Клаус                |                     |
| 2008 | Крабат                          | Тонда                |                     |
| 2008 | A Tram in SP                    | Маркос               |                     |
| 2009 | Джон Рабе                       | Др. Георг Розен      |                     |
| 2009 | Графиня                         | Іштван Турзо         |                     |
| 2009 | Безславні виродки               | Фредрік Цоллер       |                     |
| 2011 | Єва                             | Алекс                |                     |
| 2012 | Гавано, я люблю тебе            |                      |                     |
| 2012 | Королі рулетки                  | Іван Пелайо          |                     |
| 2013 | Гонка                           | Нікі Лауда           |                     |
| 2013 | П'ята влада                     | Даниель Домшайт-Берг |                     |
| 2014 | Наднебезпечний                  | Макс                 |                     |
| 2014 | Лице янгола                     | Томас                |                     |
| 2014 | Я і Камінські                   | Себастьян Зольнер    |                     |
| 2015 | Колонія Дігнідад                | Даніел               |                     |
| 2016 | Перший месник: Протистояння     | Гельмут Земо         |                     |
| 2017 | Дружина доглядача зоопарку      | Людвіг Хетз          |                     |
| 2018 | Алієніст                        | Ласло Крайцлер       |                     |
| 2018 | Парадокс Кловерфілда            | Ернст Шмідт          |                     |
| 2018 | Операція «Ентеббе»              | Вільфрід Бюза        |                     |
| 2021 | Поганий сусід                   | Даніель              |                     |
| 2021 | Сокіл та Зимовий солдат         | Гельмут Земо         |                     |
| 2021 | Kingsman: Велика гра            | Макс Мортон          |                     |
| 2022 | На Західному фронті без змін    | Маттіас Ерцбергер    |                     |
| 2024 | Шлях до слави: Лянча проти Ауді | Роланд Гумперт       |                     |
| 2024 | Едем                            | Eden                 | Хайнц Віттмер       |

## Громадська позиція
У 2018 підтримав звернення Європейської кіноакадемії на захист ув'язненого у Росії українського режисера Олега Сенцова
У 2022 році в своєму інстаграмі викладав пост в підтримку України та рекламував фонд для допомоги українським біженцям.